# عین دراهم
عین دراهم (به عربی: عین دراهم) یک منطقهٔ مسکونی در تونس است که در استان جندوبه واقع شده‌است. عین دراهم ۹٬۷۸۸ نفر جمعیت دارد.